# Symphurus monostigmus
Symphurus monostigmus és un peix teleosti de la família dels cinoglòssids i de l'ordre dels pleuronectiformes que viu a la costa de Sud-àfrica.